# Sinagoga Asquenazí Ari
La sinagoga Asquenazí Ari, situada en Safed, se considera la sinagoga más antigua en uso en Israel. Toma su nombre del rabino Isaac Luria del siglo XVI, un gran cabalista arribado a Safed hacia 1570, que fue llamado Ari (en hebreo, 'león'), acrónimo para Adoneinu Rabbeinu Isaac, ('nuestro maestro, nuestro rabino, Isaac'), y que acostumbraba a rezar la víspera del sábado en este lugar.
La sinagoga fue establecida por inmigrantes judíos sefardíes procedentes de Grecia; sin embargo, durante el siglo XVIII, la llegada de los judíos jasídicos desde Europa Oriental convirtió el lugar en sitio de culto de los asquenazíes. La sinagoga fue casi destruida durante el terremoto de 1837, aunque fue reconstruida veinte años después. Durante la guerra árabe-israelí de 1948 no llegó a padecer graves daños, aunque cayeron bombas en el patio de la misma. Hoy en día, es lugar de reunión de los judíos de diferentes afiliaciones. El hejal destaca por su suntuoso y ornamentado aspecto; está realizado en madera de olivo, por un artista de Galitzia, e incluye la representación antropomórfica de un león, aludiendo al acrónimo de Rabbi Luria.

Sinagoga Asquenazí Ari
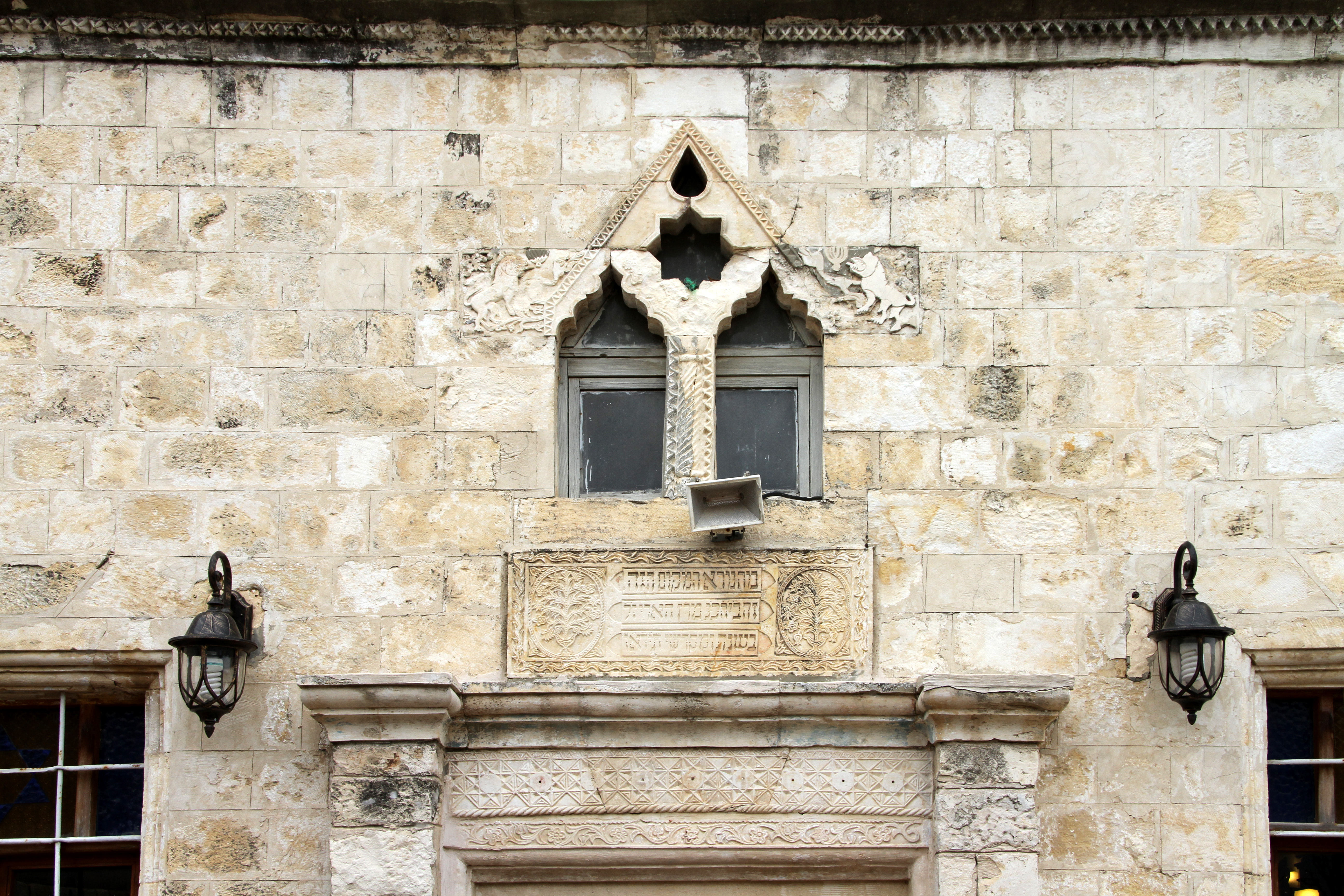
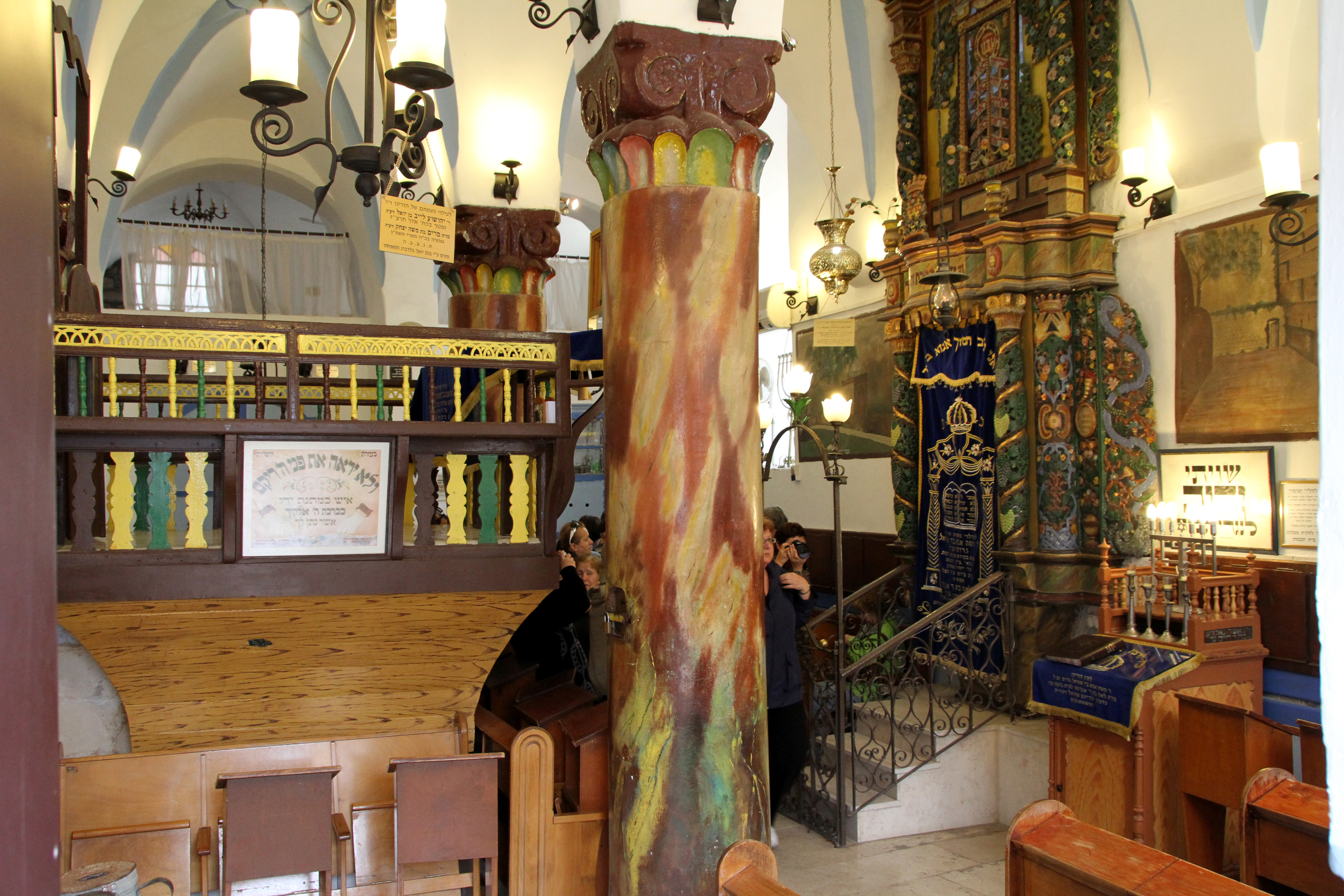
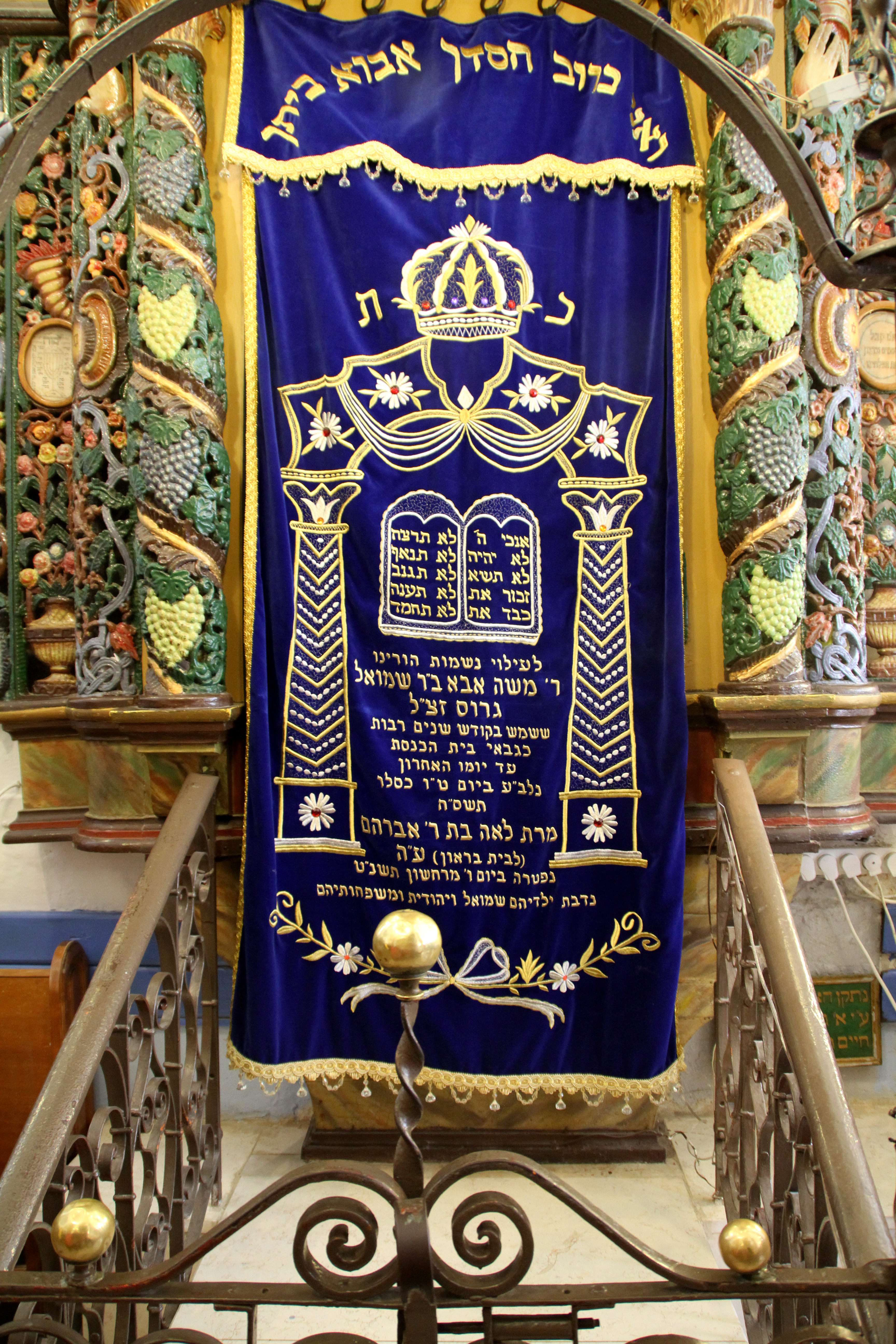
Santuario de la Torá
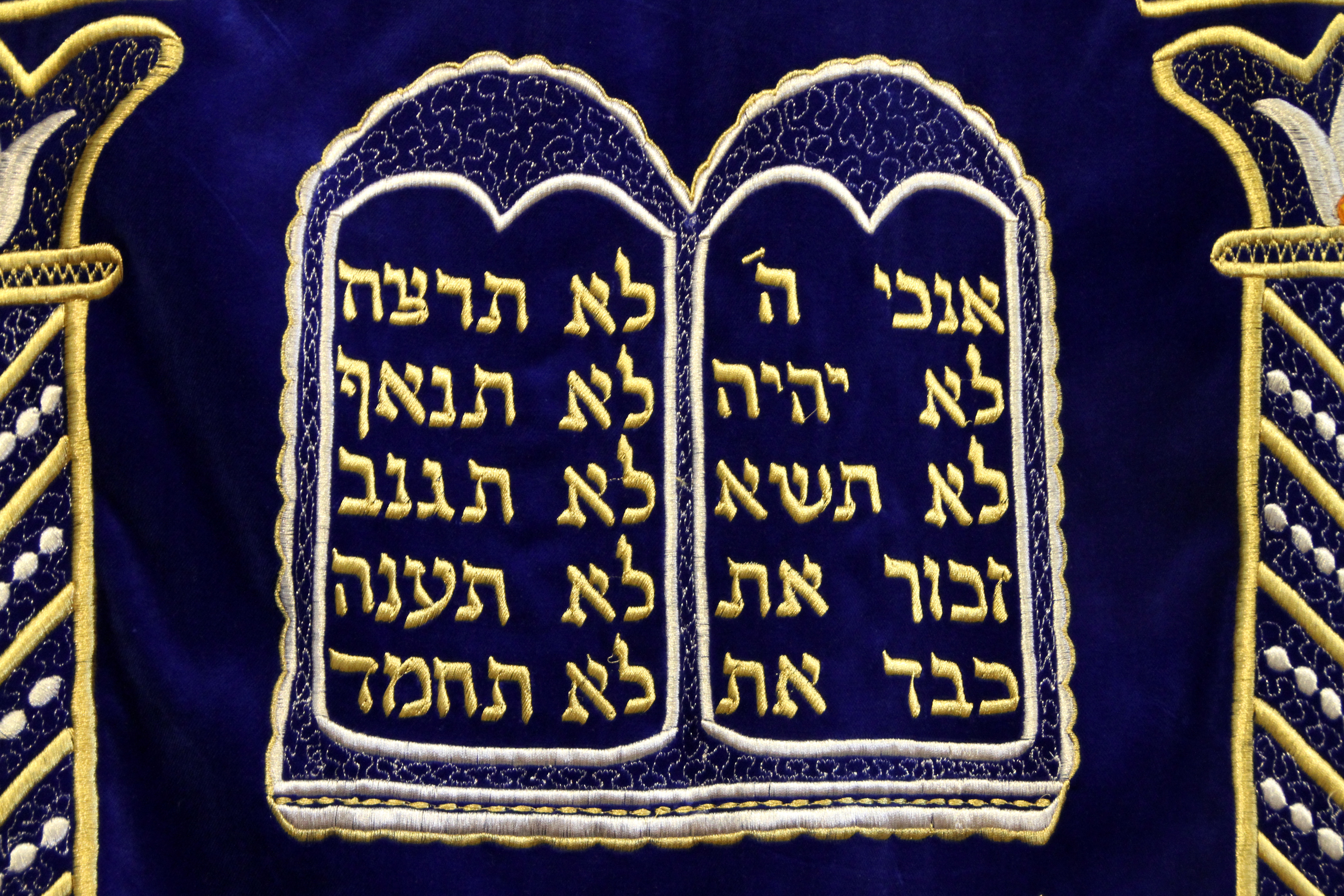
Decálogo